# 中国人寿保险
中國人壽保險股份有限公司 （英語： China Life Insurance Company Limited），簡稱中國人壽、中人壽、國壽，香港證券界俗稱「壽仔」，（港交所：2628，：LFC，上交所：601628）是中国规模最大的保险公司。原为中国人民保险公司的一部分，后从人保集团拆分出来，专门经营人壽保險及年金產品，此后又开始经营财产保险和养老保险。它是香港中資金融股的八行五保（前稱六行三保）之一。
公司在中華人民共和國註冊，2009年底总资产為12262.57億人民幣。2013年度收入为4178.8億人民幣，净利润为247.7億人民幣。现任董事长为白涛，总裁为赵鹏。

## 歷史
中國人壽原为1949年10月20日成立的中国人民保险公司的一部分。1996年7月23日，中国人民保险公司改组为中国人民保险（集团）公司，下设中保人寿保险有限公司，专门经营人寿保险。1999年，由于国家规定经营财产保险的公司不能经营长期寿险，于是经过权衡，将主抓寿险的中保人寿拆分出去，单独成立“中国人寿保险公司”，2003年更名重组为“中国人寿保险（集团）公司”，并在同年成立中国人寿资产管理有限公司。2006年，中国人寿财产保险公司、中国人寿养老险公司相继成立。
2007年1月9日，中国人寿在上海证券交易所上市，發行A股15億股，每股发行价為18.88元人民币，共籌集資金283.2億元人民幣；首日收市價為38.93元，比招股價高106%，市盈率超過200倍。然而，中國人壽在香港的股價由1月9日起連續急跌數天，滬港兩地股價相差超過30%。
2007年2月9日，恒指服務公司宣佈中國人壽和中國工商銀行（1398）在3月12日納入恆生指數成份股。
2009年12月27日中國人壽斥資58.19億元，入股遠洋地產16.57%股份，涉及9.34億股新股，認購價每股6.23元。
2011年8月24日，受到本公司的上半年業績遠低於市場預期影響，導致中國人壽股價大幅下挫11.5%，收市報20.3元。
2012年12月入股中糧期貨35%，成為第二大股東；中糧集團、明誠投資諮詢則分別持股40.77%、24.23%，成為第一、第三大股東
2011年8月24日，中國人壽與澳洲安保資本（AMP Capital）合組基金管理公司－－國壽安保基金管理有限公司，AMP持有新公司的15％股份。AMP稱合資公司已獲中國保監會批准，將銷售互惠基金。
2014年1月11日，中國人壽母公司國壽集團旗下的國壽投資控股有限公司以每股4.17元的底價斥資約24.26億元入股重慶水務旗下的重慶信托23.86%的股權（共計約5.818億股）
另外，重慶水務大股東重慶市水務資產經營有限公司，亦向國壽投資出讓重慶信托2.18%的股份（對應約5316萬股），金額2.22億元。即國壽投資以26.48億元取得重慶信托共26.04%股權，成為第二大股東。
2014年3月25日，中國人壽（2628）對於該公司和母公司中國人壽集團分別持股40%和60%的中國人壽財產保險公司進行增資，註冊資本由原來的80億元（人民幣，下同）增至150億元，該公司和母公司將按持股比例分別增資28億元和42億元。
2015年12月9日，中國人壽以每股3.89元人民幣，斥資129.99億人民幣，入股中國郵政儲蓄銀行33.419億股，完成交易後，將持有郵儲行不超過5%已擴大後股本權益。
2016年2月29日，中國人壽以每股6.39元人民幣，斥資233.12億人民幣，向花旗集團及IBM Credit LLC購入所持有的廣發銀行23.686%股權（合計36.48億股），完成交易後，中國人壽以廣發銀行持股將由20%增至43.686%，成為其單一最大股東。
2018年10月26日，受累第三季季績遠遜預期所影響，導致中國人壽股價急挫6.67%，更跌穿16元，創下近十年低位。
2019年4月，中國人壽承讓深圳華僑城大廈60%地上權。2022年8月，其存托股将自行从纽交所退市。

## 重大事件
2011年1月31日，中国审计署发布2011年第3号和第4号公告，对全国最大的两间保险商中国人保和中国人寿保险集团09年度资产负债损益情况的审计结果发现，两间公司的经营管理中存在违规问题30.2亿元人民币。
中国审计署第4号公告中称，中国审计署于2010年对中国人寿及其所属5家子公司和16家分支机构2009年度的资产负债损益情况进行了审计。审计发现的主要问题有：（一）经营管理中存在违规问题6.98亿元，包括违规承保或退保2.42亿元；虚增保费收入2.78亿元；违规给付及理赔1.13亿元；违规支付手续费及佣金6506.53万元以及超出保监会规定范围进行对外投资等问题。（二）财务收支核算方面存在违规问题3.80亿元。（三）内部管理存在薄弱环节。
中国审计署在第4号公告中称，常规审计结果发现，两家公司存在违规承保、违规理赔以及违规海外投资、甚至出现资金去向不明等问题。
公告透露，已将违规问题移送保监会处理，并建议追究相关人员责任。
据不完全统计，保监会及各地分支机构就此向中国人寿开出77张罚单，涉及中国人寿40家分支机构，共计受罚347万元，3家分支机构被暂停部分保险业务；47位分支机构高管受罚，其中罚款共计53.4万，8位被撤销任职资格。

### 前员工实名举报造假事件
2021年2月底，一名自称在中国人寿工作16年，名叫张乃丹的举报者在举报视频中声称中国人寿嫩江公司“长险短做，骗保客户，窃取客户证件，办理假增员、假举绩”，同时伪造客户签名，开展说、旅游、吃饭、冒领礼品等，还用假人、假发票、假收据以及假的执照和假的账户来报假账。该用户早在两个月前便在知乎上实名举报中国人寿，称2017年1月任职嫩江分公司总经理的孙小刚，为了完成公司保费任务，套取公司奖金、绩效以及达成自己的职务晋升，他将几款长期理财保险产品，“包装”成一年定期储蓄产品，欺骗客户购买并承诺给客户高额利息，然后让客户第二年统一退保。2月24日，中国人寿回应表示，已成立专门调查组赶赴当地开展全面调查。2月26日，银保监会有关部门负责人就此事表示，银保监会要求黑龙江银保监局第一时间成立专项工作组展开调查。黑龙江银保监局黑河分局則对中国人寿黑河市嫩江支公司进行核查並作出行政处罚。3月9日，中国人寿披露公告称，根据银保监会相关规定，公司对《中国银行保险监督管理委员会黑龙江监管局行政处罚决定书》的内容予以披露。根据处罚决定书，中国人寿黑龙江省分公司因内控机制不健全等原因，被银保监会黑龙江监管局合并处以罚款51万元人民币。4月28日，中国人寿公布调查通报。通报显示，经调查，张某某反映的嫩江支公司时任经理孙某某相关违规违纪问题部分属实，公司根据监管机构相关行政处罚和公司管理规定，决定对相关责任人进行严肃处理。中国人寿根据监管机构相关行政处罚和公司管理规定，决定对相关责任人进行严肃处理，给予嫩江支公司时任经理孙某某撤职处分；给予黑河分公司时任总经理黄某某撤职处分；并对黑龙江省公司及嫩江支公司6名责任人进行追责处理。

### 重庆分公司不当宣传事件
2021年5月初，中国人寿宣传“客户意外身亡获赔120万”的截图在网络热传，引发网友质疑。5月7日，中国人寿保险股份有限公司重庆市分公司通过微信公众号发布致歉声明，称该行为系工作人员的不当宣传行为，造成恶劣影响，对此向客户家属和广大民众表示歉意，同时对永川支公司经理进行免职处理。

## 外部連結
- 中國人壽保險股份有限公司（页面存档备份，存于）
- 中國人壽保險(海外)股份有限公司（页面存档备份，存于）
- 中国人寿电话车险